# Àlex Corretja
Àlex Corretja i Verdegay  (Barcelona, 11. travnja 1974.) je bivši profesionalni tenisač iz Španjolske. Tijekom svoje karijere, dva puta je završio kao drugoplasirani na Roland Garrosu (1998. i 2001). 
Osvojio je Tennis Masters Cup 1998., a 1999. postigao je najveći rang (broj 2) u svojoj karijeri na ATP ljestvici. Odigrao je ključnu ulogu prilikom osvajanja prvog španjolskog Davisova kupa 2000. Na Olimpijskim igrama u Sydneyu 2000. zajedno sa sunarodnjakom Albertom Costom osvojio je broncu u konkurenciji muških parova.
Corretja se povukao iz profesionalnog tenisa 24. rujna 2005. U karijeri je ukupno osvojio 17 pojedinačnih naslova i 3 naslova u konkurenciji parova. Nakon teniske karijere, bio je trenerom britanskog tenisača Andyja Murrayja od travnja 2008. za vrijeme trajanja zemljane sezone, do 29. ožujka 2011., kada su međusobnim dogovorom prekinuli poslovnu suradnju.

## Vanjska poveznica
- Profil na ATP-u